# اندیس کنگلومرای کوه سرخ
کنگلومرای کوه سرخ یک اندیس مصالح ساختمانی است که در حوالی شهر اردل استان چهارمحال و بختیاری قرار دارد و مادهٔ معدنی موجود در آن، کنگلومرا است. و دیرینگی آن به دوران پلیوسن می‌رسد. 